# 2012年ロンドンオリンピックのソマリア選手団
2012年ロンドンオリンピックのソマリア選手団（2012ねんロンドンオリンピックのソマリアせんしゅだん）は、2012年7月27日から8月12日までイギリスのロンドンで開催されたロンドンオリンピックソマリア選手団の名簿。

## 選手団
- 人員: 選手 2人
- 開会式旗手: ザムザム・モハメド・ファラ

## 種目別選手・スタッフ名簿及び成績

### 陸上競技
- モハメド・ハッサン・モハメド（男子1500m）3分46秒16 予選敗退
- ザムザム・モハメド・ファラ（女子400m）1分20秒48 予選敗退